# La Libertad CP 15
La Libertad CP 15 es un caserío peruano ubicado en el distrito de Tambogrande, perteneciente a la provincia y departamento de Piura, al norte del Perú. 

## Ubicación
La Libertad CP 15 se ubica al norte de la provincia de Piura, en el distrito de Tambogrande, en el departamento de Piura.

## Demografía
En 2017 La Libertad CP 15 tenía una población de 740 habitantes.